# Franz Bernreiter
Franz Bernreiter, né le 13 février 1954 à Zwiesel, est un biathlète allemand. 

## Biographie
Aux Jeux olympiques d'hiver de 1980, il remporte la médaille de bronze sur le relais avec l'Allemagne de l'Ouest. Lors des Mondiaux 1981, il remporte cette fois la médaille d'argent dans cette même épreuve.
Il arrête sa carrière sportive en 1984, puis devient ensuite entraîneur de biathlon.

## Palmarès

### Jeux olympiques
- Jeux olympiques de 1980 à Lake Placid (États-Unis) :
  -  Médaille de bronze au relais 4 × 7,5 km.

### Championnats du monde
- Championnats du monde 1981 :
  -  Médaille d'argent au relais.